# Onthophagus fitiniensis
Onthophagus fitiniensis är en skalbaggsart som beskrevs av Yves Cambefort 1984. Onthophagus fitiniensis ingår i släktet Onthophagus och familjen bladhorningar. Inga underarter finns listade i Catalogue of Life.